# Hell
För andra betydelser, se Hell (olika betydelser).
Hell är en tidigare tätort i Stjørdals kommun utanför Trondheim i Norge, med 1 524 invånare (1 januari 2011). Namnet Hell kommer från det fornnordiska ordet hellir, som betyder '(bergs)överhäng' eller 'klippgrotta'.
Vissa tåg på sträckan Heimdal–Trondheim–Östersund C (som körs av Mittnabotåget) gör uppehåll i Hell. Orten är järnvägsknut i och med att det är här som Nordlandsbanan formellt anknyter till Meråkerbanan.
Tidigare har orten utgjort centralort i dåvarande Lånke kommun.
Sedan 2024 räknas bebyggelsen i orten som en del av tätorten Stjørdalshalsen.

## Turism
Orten är en turistattraktion för engelskspråkiga turister, eftersom ordet Hell på engelska betyder helvetet.
Turistlockelsen förstärks av en skylt vid järnvägsstationen där det förutom ortnamnet står Gods-expedition, som på engelska tolkas som God's expedition, 'Guds expedition'. Skyltens text är ursprunglig och har behållits för turismvärdets skull trots senare stavningsreformer. På modern norska heter det visserligen godsterminal, men innan 1905 var det danska som var officiellt skriftspråk i Norge och före den danska stavningsreformen 1889–92 var stavningen just Gods-expedition.
Vykort med vinterbilder på stationen säljer mycket bra. Dessa anspelar på ett engelskt talesätt: ”when Hell freezes over” (”när det fryser i helvetet”), med innebörden ”aldrig”.
År 2016 föreslog några kommunpolitiker namnbyte på Trondheim-Værnes flygplats (som ligger 1 kilometer från Hell) till Hell International Airport, motiverat med att Æ kan anses olämpligt i namnet på en internationell flygplats. En omröstning på tidnings nätsida med alternativen Værnes, Stjørdal eller Hell gav Hell som vinnare. Dock har namnet inte ändrats. Sedan länge finns ett hotell mellan orten Hell och flygplatsen som heter Hell Hotel.

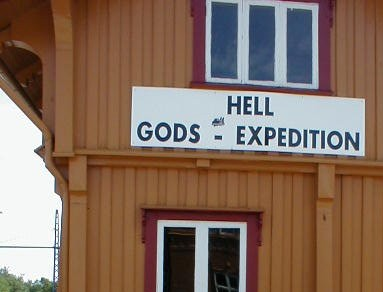
Skylt på hus vid stationen.